# فیروز بهارالدین
فیروز بهارالدین (انگلیسی: Feroz Baharudin؛ زادهٔ ۲ آوریل ۲۰۰۰) بازیکن فوتبال است.
وی همچنین در تیم ملی فوتبال مالزی بازی کرده‌است.